# فایدالی (امام‌اغلو)
فایدالی (به ترکی استانبولی: Faydalı) یک منطقهٔ مسکونی در ترکیه است که در امام‌اغلو واقع شده‌است.